# Endenture tripartite

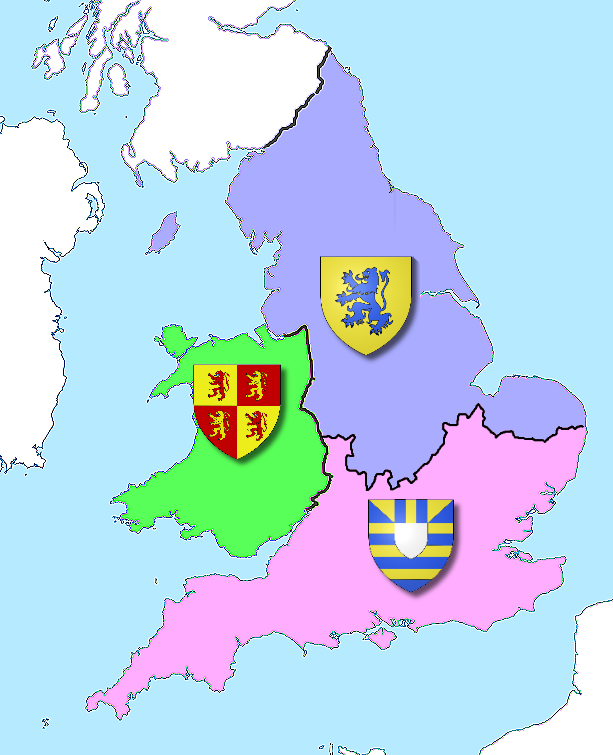
En rose, le territoire attribué à Mortimer, en vert à Glyndŵr et en bleu à Percy.

L'Endenture tripartite  est un accord signé en février 1405 entre Owain Glyndŵr, Edmond Mortimer et Henry Percy, partageant le royaume d'Angleterre et la principauté de Galles aux dépens d'Henri IV : à Glyndŵr revient le pays de Galles ainsi que les Marches galloises ; Percy reçoit le Northamptonshire, le Norfolk, le Warwickshire et le Leicestershire, tandis que la famille des Mortimer conserve le reste de l'Angleterre.